# نينا فوش
نينا فوش (بالإنجليزية: Nina Foch)‏ (و. 1924 – 2008 م) هي ممثلة مسرحية، وممثلة أفلام، وممثلة تلفزيونية من الولايات المتحدة، ومملكة هولندا، ولدت في لايدن، توفيت في لوس أنجلوس، عن عمر يناهز 84 عاماً، بسبب متلازمة خلل التنسج النخاعي.

## التعليم
تعلمت في الأكاديمية الأميركية للفنون المسرحية (حتى 1942).

## وصلات خارجية
- نينا فوش على موقع IMDb (الإنجليزية)
- نينا فوش على موقع الموسوعة البريطانية (الإنجليزية)
- نينا فوش على موقع ألو سيني (الفرنسية)
- نينا فوش على موقع تيرنر كلاسيك موفيز (الإنجليزية)
- نينا فوش على موقع أول موفي (الإنجليزية)
- نينا فوش على موقع قاعدة بيانات برودواي على الإنترنت (الإنجليزية)
- نينا فوش على موقع قاعدة بيانات الأفلام السويدية (السويدية)
- نينا فوش على موقع إن إن دي بي (الإنجليزية)
- نينا فوش على موقع قاعدة بيانات الفيلم (الإنجليزية)
- نينا فوش على موقع كينوبويسك (الروسية)